# 김광현의 탕탕평평
《김광현의 탕탕평평》은 대한민국의 채널A의 프로그램이다. 정치와 경제를 아우르는 시사 이슈의 중요한 맥을 짚는 프로그램이다.

## 방송 시간
- 2012년 12월 24일 ~ 2013년 3월 29일 : 월 ~ 금요일 오후 2시 10분
- 2013년 4월 1일 ~ 2013년 10월 8일 : 월 ~ 금요일 오후 4시 50분